# Хели-Хатчинсон, Джон Люк Джордж, 5-й граф Донамор
Джон Люк Джордж Хели-Хатчинсон, 5-й граф Донамор (англ. John Luke George Hely-Hutchinson, 5th Earl of Donoughmore; 2 марта 1848 — 5 декабря 1900) — англо-ирландский пэр. Он носил титул учтивости — виконт Суирдейл с 1851 по 1866 год.

## Биография
Родился 2 марта 1848 года. Старший сын Ричарда Хели-Хатчинсона, 4-го графа Донамора (1823—1866), и Томасины Джоселин Стил (? — 1890), дочери Уолтера Стила и Мэри Софии Джослин. Он получил образование в Итонском колледже (Виндзор, графство Беркшир) и в Баллиол-колледже (Оксфордский университет, Оксфордшир).
22 февраля 1866 года после смерти своего отца Джон Хели-Хатчинсон унаследовал титулы 5-го графа Донамора из Ноклофти, 5-го виконта Хатчинсона из Ноклофти (графство Типперэри), 6-го барона Донамора из Ноклофти (графство Типперэри) и 5-го виконта Донамора из Ноклофти (графство Типперэри), став членом Палаты лордов Великобритании.
Помощником комиссара Европейской комиссии по организации Восточной Румелии с 1878 по 1879 год. Кавалер Ордена Святых Михаила и в 1879 году. Он также был мировым судьей графств Уотерфорд и Типперэри, заместителем лейтенанта графств Типперэри и Уотерфорд. В 1893 году он выступал в Палате лордов в пользу самоуправления Ирландии.

## Личная жизнь
19 мая 1874 года лорд Донамор женился на Фрэнсис Изабелле Стивенс (? — 27 апреля 1924), дочери генерала индийской армии Уильяма Фрейзера Стивенса и Изабеллы Льюис. У супругов было пятеро детей:
- Ричард Уолтер Джон Хели Хатчинсон, 6-й граф Донамор (2 марта 1875 — 19 октября 1948)
- Леди Нина Бланш Хели Хатчинсон (1 октября 1876 — 11 мая 1877)[1]
- Леди Эвелин Хели Хатчинсон (27 ноября 1877 — 18 сентября 1962), 1-й муж с 1905 года — полковник Фрэнсис Дуглас Фаркуар, от брака с которым у неё было двое детей; 2-й муж с 1923 года — сэр Дуглас Орм Малкольм.
- Леди Нора Хели Хатчинсон (26 февраля 1880 — 2 августа 1964), 1-й муж с 1906 года подполковник Гарольд Эрнест Брасси, от брака с которым у неё было трое детей; 2-й муж с 1917 года — майор Алан Чарльз Дуглас Грэм (развод в 1934 году); 3-й муж с 1935 года — Джеффри Уилфред Мелсон Смит.
- Леди Маргарита Уна Изабелла Хели Хатчинсон (27 ноября 1888 — 1 июля 1894)[1].

Лорд Донамор скончался 5 декабря 1900 года в возрасте 52 лет.